# Tipula (Lunatipula) fini
Tipula (Lunatipula) fini is een tweevleugelige uit de familie langpootmuggen (Tipulidae). De soort komt voor in het Palearctisch gebied.